# Téléphérique urbain de la Cinor
Le téléphérique urbain de la Cinor est un réseau français de transport urbain par câble à Saint-Denis de La Réunion. Porté par la Communauté intercommunale du Nord de La Réunion, il se composera à terme de deux lignes de téléphérique indépendantes reliant d'une part le quartier du Chaudron à ceux du Moufia et de Bois-de-Nèfles puis d'autre part le quartier de Bellepierre à celui de La Montagne. La première ligne, dite Papang, a commencé à fonctionner le 15 mars 2022.

## Historique
La concession pour construire et exploiter la première ligne a été attribuée en novembre 2017 au spécialiste de remontées mécaniques Poma. La CINOR prévoit de financer cette ligne à hauteur de 45 millions d'euros, pour une mise en service un temps annoncée initialement pour fin 2019. La seconde ligne entre les quartiers de Bellepierre et de La Montagne est quant à elle un temps prévue initialement pour 2021.
Le téléphérique a pour mission d'améliorer les mobilités pendulaires entre le Sud et le Nord de l'île.

## Caractéristiques
La première ligne Chaudron / Moufia / Bois-de-Nèfles inaugurée en 2022 est longue de 2,7 km, constituée de cinq stations, fonctionne de 6 heures à 20 heures grâce à 46 cabines ayant chacune 10 places assises. La ligne a la particularité de posséder un garage de repli pour abriter les cabines en cas d'alerte cyclonique.
La seconde ligne Bellepierre / La Montagne longue de 1,3 km est prévue pour 2028.
Les deux lignes seront accessibles aux conditions tarifaires du réseau de bus de l’agglomération de Saint-Denis de La Réunion. Elles ont fait l'objet de deux concertations préalables.